# Per Strand Hagenes
Per Strand Hagenes (* 10. Juli 2003 in Sandnes) ist ein norwegischer Radrennfahrer.

## Sportlicher Werdegang
Hagenes’ sportliche Karriere begann im Skilanglauf, bei dem er noch bis 2020 aktiv war. Als Junior wechselte er zum Radsport. Ohne Rennpraxis wurde er im ersten Jahr als Junior Norwegischer Meister im Straßenrennen und im Einzelzeitfahren. In der Saison 2021 verteidigte er seinen Titel im Straßenrennen und gewann beim UCI Men Juniors Nations’ Cup die Gesamtwertung der Internationalen Friedensfahrt für Junioren und des One Belt One Road Nations’ Cup Hungary. Im September gewann er bei den UEC-Straßen-Europameisterschaften 2021 zunächst die Silbermedaille im Straßenrennen der Junioren. Zwei Wochen später wurde er bei den UCI-Straßen-Weltmeisterschaften 2021 Junioren-Weltmeister im Straßenrennen. Zum Saisonabschluss belegte er bei Paris–Roubaix Juniors den dritten Platz.
Zur Saison 2022 wurde Hagenes Mitglied im Jumbo-Visma Development Team. Seinen ersten Erfolg in der U23 erzielte er im April 2022 beim Triptyque des Monts et Châteaux, als er die letzte Etappe für sich entschied. Im selben Jahr folgten ein Etappensieg bei der Oberösterreich-Rundfahrt sowie der Sieg bei Paris–Tours U23. 2023 wurde er dem Reglement für Development Teams entsprechend mehrfach im UCI WorldTeam eingesetzt und siegte bei der Profronde van Drenthe sowie mit der fünften Etappe der Vier Tage von Dünkirchen und dem Sparkassen Münsterland GIRO bei zwei Rennen der UCI ProSeries.
Zur Saison 2024 wurde Hagenes in das Team Visma-Lease a Bike übernommen. Spitzenergebnisse der Saison 2024 waren der fünfte Platz beim Grand Prix Cycliste de Québec und der dritte Gesamtrang bei der Renewi Tour.

## Erfolge
2020
- Norwegischer Meister – Straßenrennen (Junioren)
- Norwegischer Meister – Einzelzeitfahren (Junioren)

2021
- Weltmeister – Straßenrennen (Junioren)
- Europameisterschaften – Straßenrennen (Junioren)
- Norwegischer Meister – Einzelzeitfahren (Junioren)
- eine Etappe Aubel-Thimister-Stavelot
- Gesamtwertung und zwei Etappen One Belt One Road Nation’s Cup Hungary
- Gesamtwertung und eine Etappe Course de la Paix Juniors

2022
- eine Etappe, Punktewertung und Nachwuchswertung Triptyque des Monts et Châteaux
- eine Etappe Oberösterreich-Rundfahrt
- Paris–Tours U23

2023
- Sparkassen Münsterland GIRO
- Profronde van Drenthe
- eine Etappe Olympia’s Tour
- eine Etappe Vier Tage von Dünkirchen